# Ernst Wilhelm Hengstenberg
Ernst Wilhelm Hengstenberg (ur. 20 października 1802 we Fröndenberg/Ruhr, zm. 28 maja 1869 w Berlinie) – niemiecki teolog luterański i działacz kościelny.

## Życiorys
Ernst Wilhelm Hengstenberg urodził się we Fröndenberg/Ruhr w Westfalii. Zdrowie nie pozwoliło mu uczyć się w szkole powszechnej, otrzymał jednak znakomite wykształcenie od swego ojca, ewangelickiego duchownego, pozostającego pod wpływem supranaturalizmu. W 1819 roku podjął naukę na Uniwersytecie w Bonn. Podjęte studia teologiczne zostały ugruntowane poznaniem filologii i filozofii. Studiował egzegezę Starego Testamentu i historię Kościoła pod kierunkiem Freytaga i Gieselera. Dogłębnie poznał filozofię, szczególną uwagę poświęcając arystotelizmowi, jednak jego największą pasją okazał się język arabski. Ponieważ nie miał środków na podjęcie studiów teologicznych, udał się do Bazylei, gdzie został asystentem orientalisty Stähelina. Tam miał możliwość dogłębnego poznania Pisma Świętego.
Gdy doszedł do wniosku, że jego przekonania teologiczne są zgodne z Konfesją Augsburską, postanowił dołączyć do wspólnoty luterańskiej. W 1824 roku rozpoczął pracę w Berlinie jako Privatdozent, a następnego roku uzyskał bakalaureat z teologii. Jego rozprawa stanowiła obronę doktryny protestanckiej i wymierzona była w poglądy racjonalistyczne, zwłaszcza dotyczące Starego Testamentu. Jego wpływ wrastał wraz z upływem czasu, i ustępował jedynie wpływowi Augusta Tholucka, który był zresztą jego przyjacielem. Do jego przyjaciół zaliczali się też August Neander, David Friedrich Strauss, Franz Theremin i wielu młodych duchownych luterańskich. Związki z tymi ludźmi i pogłębiająca się ortodoksja doprowadziła go do odrzucania ówcześnie uznanych autorytetów. Minister Karl Altenstein próbował pozbawić go znaczenia i proponował przeniesienie na inny uniwersytet, obiecując w zamian awans; propozycje te były odrzucane i pogłębiały jedynie frustrację Hengstenberga. W czerwcu 1827 roku Hengstenberg założył pismo „Evangelische Kirchenzeitung”, które okazało się mieć większy wpływ na tamte czasy, niż jego działalność naukowa.
Pomimo licznych przeciwności i ataków na jego osobę, Hengstenberg twardo stał przy swoim stanowisku przez kolejne czterdzieści dwa lata życia. Założone przez niego pismo nie ustawało w zwalczaniu ducha racjonalizmu. Po 1843 roku przybrało też charakter antymasoński. Hengstenberg uważał wolnomularstwo za sprzeczne z chrześcijaństwem, kwestionował też lojalność wolnomularzy wobec władzy państwowej.
W swej pracy egzegetycznej Hengstenberg stosował metody uznane w starożytnym Kościele i w okresie reformacji. Sprzeciwiał się kwestionowaniu prawdziwości starotestamentowych proroctw i cudów. Stał na gruncie wierności Słowu Bożemu i symbolom Kościoła.

## Wybrane dzieła
- Christologie des Alten Testaments und Commentar über die Messianischen Weissagungen der Propheten (3 tomy, Berlin, 1829–1835)
- Beiträge zur Einleitung ins Alte Testament (3 tomy, Berlin, 1831–1839)
- Geschichte Bileams und seine Weissagungen (Berlin, 1842)
- Kommentar über die Psalmen (4 tomy, Berlin, 1842–1847)
- Offenbarung des heiligen Johannes (2 tomy, Berlin, 1849–1851)
- Ueber den Tag des Herrn (Berlin, 1852)
- Hohelied Salmonis (Berlin, 1853)
- Prediger Salomo (Berlin, 1858)
- Die Opfer der heiligen Schrift (Berlin, 1859)
- Das Evangelium des heiligen Johannes (3 tomy, Berlin, 1861–1863)
- Die Weissagungen des Propheten Ezechiel für solche, die in der Schrift forschen, erläutert (2 tomy, Berlin, 1867–1868)
- Geschichte des Reiches Gottes unter dem Alten Bunde (2 tomy, Berlin, 1869–1871)
- Vorlesungen über die Leidensgeschichte (1875)